# إيرمانو شيرفينو
إيرمانو شيرفينو إن إيرمانو شيرفينو هي دار لتصميم الأزياء إيطالية وقد أسست في عام 1999. أسس الشركة المصمم إيرمانو شيرفينو رجل الأعمال طوني شيرفينو.

## صناعة العطور
يدخل إيرمانو شيرفينو Ermanno Scervino عالم صناعة العطور بابتكار حصري. وتأتي الزجاجة على شكل جوهرة حصرية ومميزة تجسد حرفة الملابس والمهارة الفنية التي تتميز بها الدار. يظهر الاهتمام بالتفاصيل في الغطاء الفريد واللعب بالتباين والشفافية مع قلب أحمر مفعم بالحياة كجوهرة شفافة معلقة في الكرة يمتاز العطر الذي يمجد أنوثة دار إيرمانو شيرفينو بعقل أنثوي مبدع. عملت ثلاثة أنوف، أو بالأحرى ثلاثة نساء مجتمعات لتبتكر هذه الرائحة الفريدة، وهنّ ماتيلد بيجاوي وجولي ماسيه وفيرونيك نايبرغ. لم تعمل كل منهن بشكل فردي وبمكونات مختلفة، بل وحّدن لباقتهن وإبداعهن لابتكار عطر خالد فائق الأنوثة.

## لمحة تاريخية

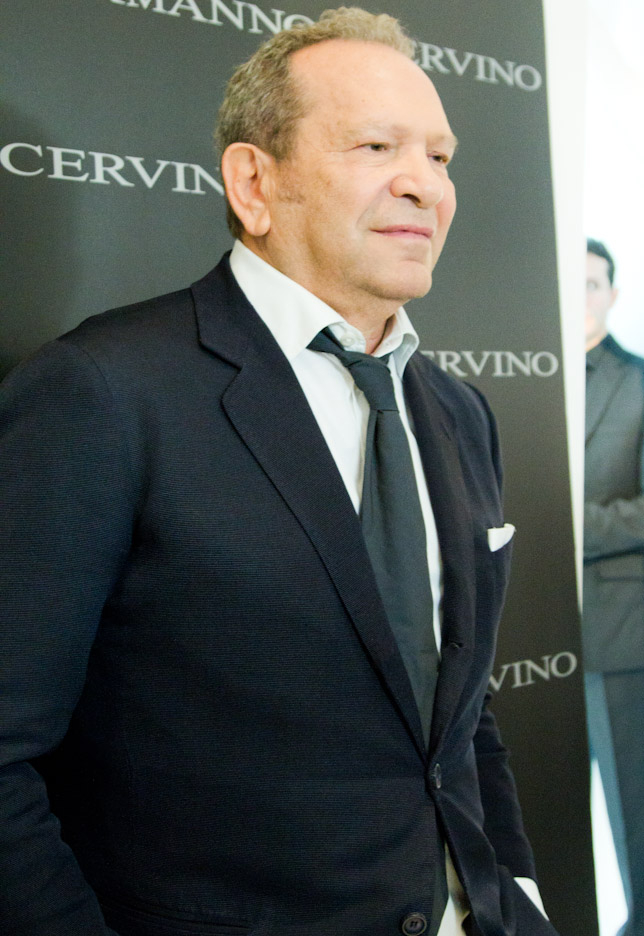
إيرمانو شيرفينو عام 2011

في عام 2000، أسس كل من توني شيرفينو Toni Scervino وإيرمانو دالي Ermanno Daelli ماركة أزياء إيرمانو شيرفينو Ermanno Scervino.] أطلق إرمانو دايلي علامته التجارية الخاصة بعد أن عاش في مدينة نيويورك، حيث التقى بآندي وارهول.
ظهرت المجموعة النسائية لخط الموضة لأول مرة في أسبوع الموضة في ميلانو عام 2003 مع مجموعة خريف / شتاء 2003/2004.  تم إطلاق مجموعة الرجال في عام 2002 وظهرت لأول مرة كضيف شرف في معرض بيتي إيماجين في عام 2005. كان أول عرض على منصة عرض لمجموعة الرجال في ميلانو خلال أسبوع الموضة الرجالية في عام 2008. بالإضافة إلى مجموعة الملابس الجاهزة للرجال والنساء، تم إنشاء مجموعة إيرمانو شيرفينو للصغار Ermanno Scervino Junior في عام 2004.
في عام 2007، تم إنشاء خط للألبسة الداخلية Ermanno Scervino Lingerie and Beachwear بالشراكة مع ViaMazzini ، التي توزع وتنتج المجموعات. تم إطلاق مجموعة الملابس الداخلية في حملة خريف / شتاء 2008-2009 وتم إطلاق مجموعة ملابس البحر في حملة ربيع / صيف 2009. 
في عام 2013، أطلقت إيرمانو شيرفينو Ermanno Scervino شارع Scervino ، وهو خط من الإكسسوارات الجلدية، كترخيص مع شركة ABC Spa Company. في كانون الثاني (يناير) من ذلك العام، كان إرمانو دايلي ضيف شرف الطبعة الثالثة والثمانين من Pitti Immagine Uomo. قدم مجموعة الرجال في خط الأزياء والمجموعة النسائية السابقة خلال الحدث في سياق Salone dei Cinquecento في Palazzo Vecchio ، قاعة مدينة فلورنسا.
في يونيو 2014، احتفالًا بمبادرة فلورنسا مسقط رأس الموضة (Pitti Immagine Uomo 86)، احتفلت إيرمانو شيرفينو Ermanno Scervino بالذكرى الستين لتأسيس Centro di Firenze per la Moda Italiana ، حيث قدم أول مجموعة للرجال والنساء بدون موسم في Forte Belvedere. في سبتمبر 2014، استضافت إيرمانو شيرفينوErmanno Scervino حفل العشاء الختامي لمؤسسة Celebrity Fight Night Foundation ، التي تجمع الأموال للجمعيات الخيرية المحلية من خلال حدث خيري للمشاهير.
بعد الانتهاء من الفترة التدريبية التي قضاها بين نيويورك وباريس، إضافة إلى التجارب التي قام بها في حقل الأزياء، قرر إيرمانو شيرفينو بإنشاء أزيائه الخاصة بتوقيعه الشخصي، حيث لاقى نجاحاً وإقبالاً كبيراً على الصعيد العالمي بفضل ابتكاراته في عالم تصميم الأزياء الرياضية وتقنية الخياطة العالية الجودة وفي ما يخص الملابس الداخلية التي ما زالت تميزه في كل أعماله الحالية.
ما زالت العلامة التجارية منذ أن أطلقها في مجموعته الأولى تزيد في انتشارها إلى أن وجد نفسه مضطراً في عام 2007 لافتتاح مقر عمل جديد في بانيو أريبولي في فلورنسا، حيث نجد القسم الإبداعي ومكتب الخدمات اللوجستية.
إن العلاقة التي تربط ارمانوبفلورنسا هي علاقة مميزة: فإن مقر دار الأزياء يقع في هذه المدينة، والتي تعرف في العالم أجمع الإبداع والإبتكارالذي يتمتع بها منذ قرون حرفيوها في مجال الأقمشة والأشغال الجلدية، إنه مكان خاص جداً يفوح إبداعاً وتقنية عالية تمكن المؤسسة من تقديم أفضل المعايير النوعية لزبائنها.
في عام 2008، تم افتتاح صالة العرض الجديدة في مدينة ميلانو، على مساحة تفوق 1200 م.م. في شارع مانزوني، في قلب مربع الموضة.
في عام 2012 تصدرت المؤسسة المرتبة الأولى بين ال8 الجدد وذلك ذكر في تقرير بامبيانكو في ما يخص ال 50 مؤسسة التي في الصدارة والتي تنتج الأزياء الفاخرة والمنتجات ذات المستوى العالي والتي تم تداولها في الأسواق المالية حيث تصنيفها إجمالاً في المرتبة التاسعة عشر.

## العلامات التجارية

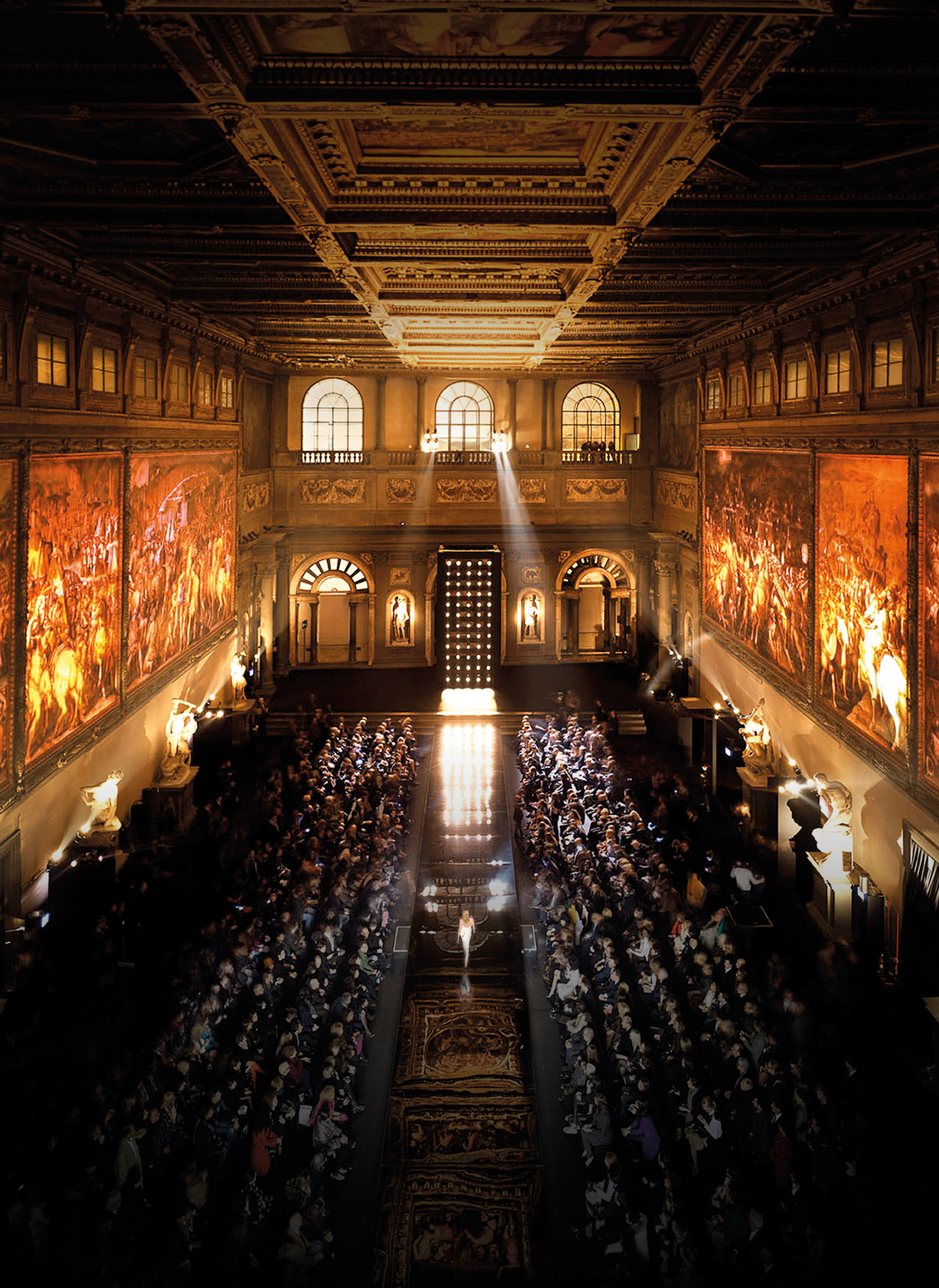
قاعة الخمسمائة صورة

### إيرمانو شيرفينو
إن العلامة التجارية إيرمانو شيرفينو هي جوهر مجموعة إيرمانو شيرفينو بكاملها وتحتوي على مجموعة الملابس الجاهزة ومتمماتها سواء فيما يتعلق بأزياء النساء أو الرجال. إنها مجموعة تتوجه إلى أشخاص لهم متطلبات خاصة، يهتمون بالتفاصيل الصغيرة وببراعة الصناعة الحرفية التي تميز الألبسة.
تم إطلاق مجموعة الأزياء النسائية عام 2000 وتم عرضها في ميلانو عام 2003، وقد حصل آنذاك على نجاح عالمي هائل دفع ووطد صدارة هذه العلامة التجارية بين مثيلاتها في قطاع الموضة.
أما المجموعة الرجالية، فقد تم إطلاقها في عام 2002 وقد تم تقديمها على منصة عرض الأزياء في معرض «بيتي إمّاجينه وومو» (Pitti Immagine Uomo) في يناير (كانون الثاني) 2005 وذلك بصفته «ضيف شرف»؛ ثم تم الاشتراك مجدداً في «بيتي» في عام 2007 بمعية المجموعة النسائية، وذلك بمناسبة افتتاح فرع دار الأزياء في مدينة فلورنسا، وفي عام 2008 شهد المشاركة الأولى في ميلانو عن طريق المجموعة S/S 2009 .
في 9 يناير (كانون الثاني) 2013، قدم إيرمانو شيرفينو مجددًا عرض أزيائه خلال معرض «بيتي وومو» (Pitti Uomo) بمجموعة أزياء رجالية وأخرى نسائية وذلك في إطار صالة «شينكوه شينتو» (Cinquecento) التاريخية في قصر «بالاتزو فيكيو» (Palazzo Vecchio) في مدينة فلورنسا، ما يشكل حدثاً فريدًا والذي أراده مصمم الأزياء هدية لعاصمة التوسكانا ضمن وقائع معرض «بيتي إمّاجينه وومو» (Pitti Immagine Uomo) أل 83.

### معرض بيتي إيماجين أومو
بيتي أومو (بالإنجليزية، "Pitti Men")، هي إحدى أهم المنصات العالمية لملابس الرجال ومجموعات الإكسسوارات، ولإطلاق مشاريع جديدة في أزياء الرجال. يقام مرتين سنويًا في فلورنسا، في فورتيزا دا باسو.
عقدت الدورة الأولى من بيتي أومو في فلورنسا في سبتمبر 1972. قدم المعرض منصة لرفع مكانة المصممين الإيطاليين وحقق الآن مكانة دولية كمعرض أزياء رائد. يعود الفضل إلى بيتي أومو في جعل الغندقة مقبولة لدى جمهور أوسع. استضافت النسخة رقم 88 من بيتي أومو (Pitti 88) في يونيو 2015 إجمالي 30000 زائر. وذهبت جائزة Pitti Immagine Uomo 2015 إلى Lardini ، ومنحت جائزة Pitti Immagine Career لـ Nino Cerruti.  تم عقد Pitti Immagine Uomo 89 في الفترة من 12 إلى 15 يناير 2016 بمشاركة 1219 عارضًا. تم عقد بيتي أومو 90 في فلورنسا من 14 إلى 17 يونيو 2016. عرضت العلامات التجارية مجموعات الرجال لخريف / شتاء 2017 في بيتي أومو 91 في الفترة من 10 إلى 13 يناير 2017. استضاف بيتي أومو 92 في يونيو 2017 30.000 زائر و 1220 علامة تجارية في منطقة عرض تبلغ 60.000 متر مربع. كان كارلو ريفيتي، صاحب العلامة التجارية Stone Island ، مستشارًا لشركة Pitti Immagine.

## أزياء إيرمانو شيرفينو للملابس الداخلية والخاصة بالسباحة
إن مجموعة الملابس الداخلية وتلك الخاصة بالسباحة، تستلهم فلسفة الملابس الداخلية «الظاهرة للعيان» وتنشط في تحويلها لتتلاءم مع الأزياء الداخلية وتلك الخاصة بملابس الشاطئ، مضافًا إليها متممات نفيسة تجعل منها فاخرة وغنية بالتفاصيل التي تميز العلامة التجارية هذه.

## أزياء إيرمانو شيرفينو للصغار «جونيور»
إن مجموعة الأزياء الخاصة بالصغار حصل، منذ إنشائه، على نصيب وفير من النجاح لكونه يستعيد التصميم الأساسي لإيرمانو شيرفينو، ويجعله يناسب الصغار. إن مجموعة أزياء إيرمانو شيرفينو للصغار هي حاضرة كل عام ضمن معرض «بيتي بنبو» (Pitti Bimbo) في مدينة فلورنسا.

## شيرفينو ستريت
إن العلامة التجارية «شيرفينو ستريت» (Scervino Street) ظهرت على كونها ماركة تابعة لدار الأزياء وتتوجه إلى الشباب وتلحظ مستوى في الأسعار أقل من تلك العائدة إلى مجموعة أزياء إيرمانو شيرفينو. ولكنها تحافظ على نفس البصمة التصميمية والاعتناء الدقيق بالتفاصيل التي تميز خط الأزياء الأساسي ناظرين إلى أن المستفيد والمستعمل لهذه المجموعة هم الشباب.

## التوزيع
يتم توزيع مجموعات أزياء إيرمانو شيرفينو في كل أنحاء العالم من خلال نقاط بيع عديدة من بينها 42 بوتيك تحمل اسم دار الأزياء وتبيع منتجاتها حصريًا.
بالإضافة إلى مراكز البيع الخاصة بالعلامة التجارية هذه، فإن الماركة إيرمانو شيرفينو هي متواجدة في أقسام المخازن التي تنتشر في أفخم شوارع التسوق في العالم.

## شهود، عارضو أزياء
على مدار السنين، تمتع إيرمانو شيرفينو بحضور أشخاص من المشاهير في العالم، قاموا بارتداء تصاميمه من أشهرهم: مالغوزيا بيلا، بيانكا بالتي، إليك ويك، إيفا إيرزيغوفا، إيلينا كرستنسن، ري راسموسن، تيودورا ريتشاردس، أليس ديلّال وميلاني تيرّي. إن آخر الوجوه التي عرضت في المجموعة SS 2013 كانت دري هيمغواي. كما أن التعاون بين إيرمانو شيرفينو والمصورين الأكثر شهرة كان دائمًا فعّال ومثمر، من بين هؤلاء المصورين على سبيل المثال: بيتر لندبيرغ وماريو سورّينتي وباتريك ديمارشوليه وباولو روفيرسي وفرنشيسكو كاروتسيني.